# Sematophyllum lithophilum
Sematophyllum lithophilum là một loài Rêu trong họ Sematophyllaceae. Loài này được (Hornsch.) Ångström miêu tả khoa học đầu tiên năm 1876.